# Do the Right Thing
Do the Right Thing is een Amerikaanse onafhankelijke film uit 1989 onder regie van Spike Lee, die zelf het scenario schreef. De film werd genomineerd voor de Academy Award voor beste scenario en voor die voor beste bijrolspeler (Danny Aiello). De film kreeg twaalf andere filmprijzen daadwerkelijk toegekend en werd in 1999 opgenomen in het National Film Registry.

## Verhaal
Bedford-Stuyvesant, Brooklyn, het is de warmste dag van het jaar. In deze voornamelijk zwarte wijk, runt Sal, een Italiaanse immigrant, met zijn zonen Pino en Vito al jaren een succesvolle pizzeria. Oudste zoon Pino is een racist en een herrieschopper. Hij ergert er zich bijvoorbeeld voortdurend aan dat zijn vader de plaatselijke dronkaard Da Mayor zijn dagelijkse dollar gunt voor het schoonvegen van het trottoir. Als de heetgebakerde rebel Bugging Out van Sal verlangt dat hij portretten van zwarte beroemdheden in zijn zaak aan de muur hangt, wat Sal weigert, barst de bom.

## Rolverdeling
| Acteur               | Personage                |
| -------------------- | ------------------------ |
| Danny Aiello         | Salvatore 'Sal' Fragione |
| Ossie Davis          | Da Mayor                 |
| John Turturro        | Pino                     |
| Richard Edson        | Vito                     |
| Giancarlo Esposito   | Buggin Out               |
| Spike Lee            | Mookie                   |
| Ruby Dee             | Mother Sister            |
| Bill Nunn            | Radio Raheem             |
| Paul Benjamin        | ML                       |
| Frankie Faison       | Coconut Sid              |
| Robin Harris         | Sweet Dick Willie        |
| Joie Lee             | Jade                     |
| Miguel Sandoval      | Officer Ponte            |
| Rick Aiello          | Officer Long             |
| John Savage          | Clifton                  |
| Samuel L. Jackson    | Mister Señor Love Daddy  |
| Rosie Perez          | Tina                     |
| Roger Guenveur Smith | Smiley                   |
| Steve White          | Ahmad                    |
| Martin Lawrence      | Cee                      |
| Leonard L. Thomas    | Punchy                   |
| Christa Rivers       | Ella                     |
| Frank Vincent        | Charlie                  |
| Luis Ramos           | Stevie                   |
| Richard Habersham    | Eddie                    |
| Gwen McGee           | Louise                   |
| Steve Park           | Sonny                    |
| Ginny Yang           | Kim                      |
| Diva Osorio          | Carmen                   |
| Travell Lee Toulson  | Hector                   |